# Johann VI. (Nassau-Dillenburg)

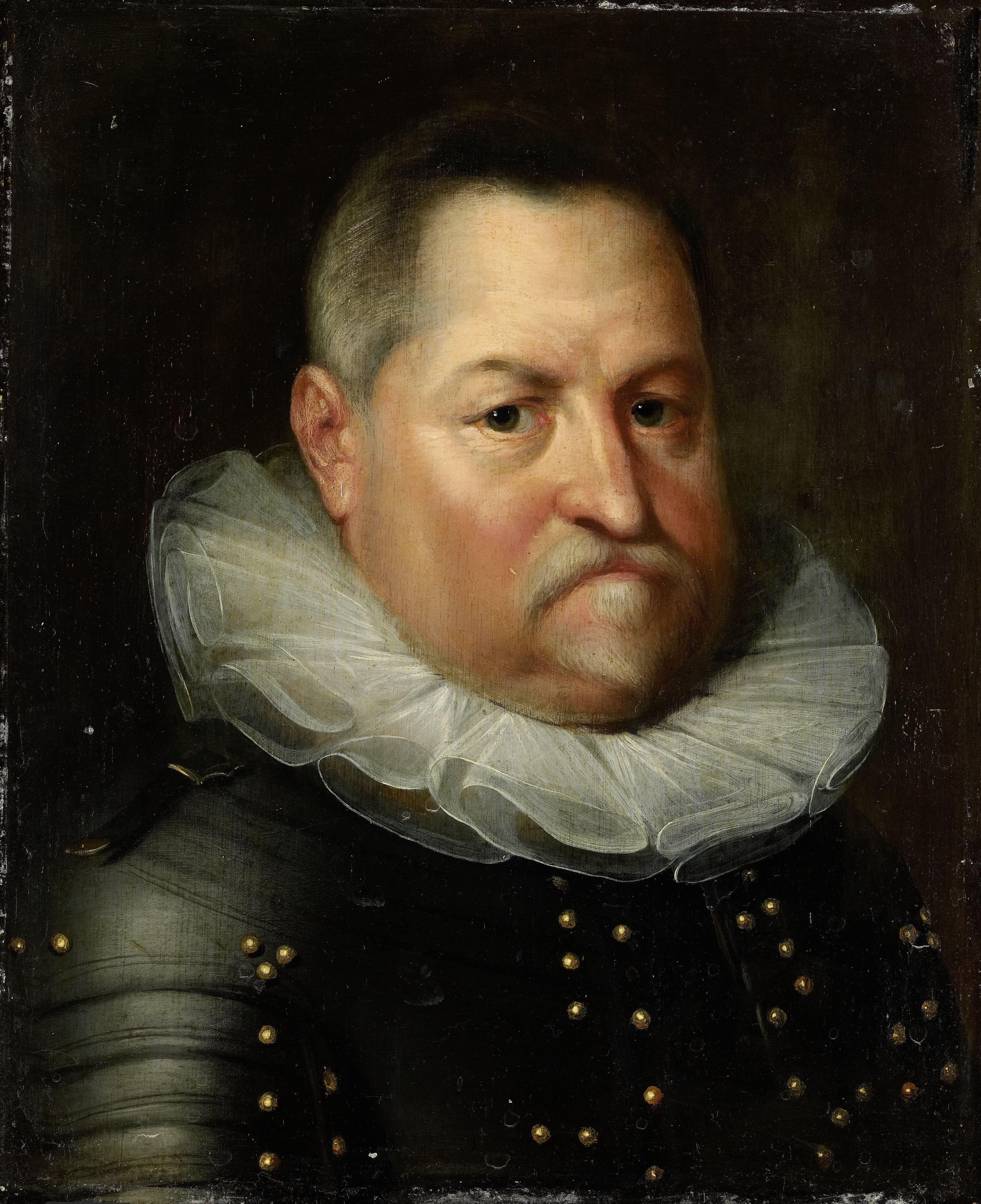
Graf Johann VI. von Nassau-Dillenburg

Johann VI. von Nassau-Dillenburg, genannt der Ältere, (* 22. November 1536 in Dillenburg; † 18. Oktober 1606 ebenda) war Statthalter von Gelderland von 1578 bis 1581. Er war der Sohn des Grafen Wilhelm des Reichen von Nassau-Dillenburg und von dessen Ehefrau Juliana von Stolberg. Er regierte ab 1559 die nassau-dillenburgischen Stammlande.

## Leben
Johann VI. studierte in Straßburg. Sein älterer Bruder Wilhelm der Schweiger war Erbe des Fürstentums Orange in Südfrankreich geworden und so folgte Johann in den deutschen Besitztümern des Vaters, als dieser 1559 starb. Er wurde dadurch Graf von Nassau-Dillenburg, Katzenelnbogen, Dietz, Siegen und Hadamar. Als 1561 mit dem Grafen Johann III. die Linie Nassau-Beilstein ausstarb, erbte Johann auch Beilstein.
Seinen Bruder Wilhelm unterstützte er nicht nur politisch, sondern auch finanziell erheblich, bis an die Grenze seiner Zahlungsfähigkeit. Er gab dessen Familie Zuflucht, als diese vor Ausbruch des Achtzigjährigen Kriegs aus den Niederlanden fliehen musste. Nach der Stabilisierung der Lage in den Niederlanden forderte Johann die gewährten Kredite für den Krieg gegen Spanien zurück. 1594 wurde diese Rückzahlung vereinbart, aber erst nach 30 Jahren konnte sie abgeschlossen werden.
Im Auftrag seines Bruders wirkte er an der Gefangenhaltung und Auslieferung von Wilhelms zweiter Ehefrau Anna von Sachsen und der Inhaftierung ihres Anwalts Jan Rubens mit, dem eine Liebesaffäre mit Anna vorgeworfen wurde. Später war er der Einzige, der Verantwortung für die Tochter aus dieser Affäre, Christine von Diez, übernahm, die ihn als einen Ersatzvater betrachtete. Rubens kam in Dillenburg in zweijährige Haft und anschließend in Siegen unter Hausarrest, wo 1577 sein berühmter Sohn Peter Paul Rubens zur Welt kam. Jan Rubens’ Ehefrau Maria Pypelinckx hielt stets loyal zu ihrem Mann.
Drei seiner Söhne und seine vier Brüder fielen im Kampf um die Niederlande. Als Einziger unter seinen Brüdern starb er 69-jährig eines natürlichen Todes.

## Werk

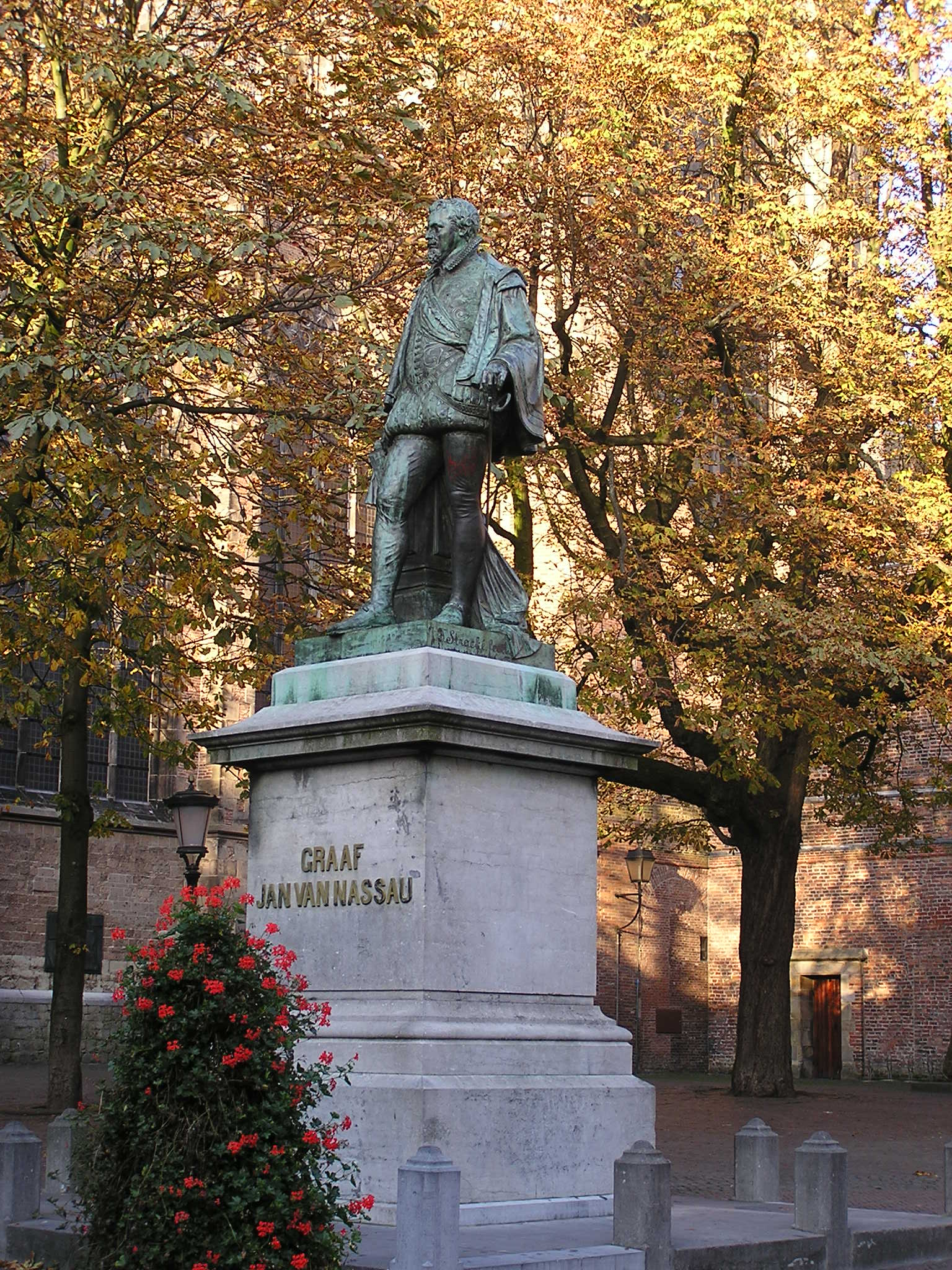
Denkmal Johanns in Utrecht

Johann bemühte sich um eine umfassende Verwaltungsorganisation. 1562 regelte er durch die Holz- und Waldordnung die Haubergwirtschaft des Siegener Landes. Seit 1572 und endgültig 1577 ging das Land vom lutherischen zum calvinistischen Bekenntnis über.
1582 erließ er auf Drängen seiner Untertanen ein Hexenmandat, das vergleichsweise zurückhaltend war, genaue Untersuchung auch entlastender Tatsachen forderte und keine eigenständige lokale Prozessführung zuließ. Der Graf selbst war kein Befürworter der Hexenverfolgungen, hielt Zauberei aber für möglich. Während seiner fast 50-jährigen Regierungszeit wurden 70 Hexenprozesse geführt, die zu 40 Hinrichtungen einschließlich dreier Selbstmorde führten; diese Gesamtzahl liegt deutlich unter den umliegenden Herrschaften.
1584 gründete Johann VI. die Hohe Schule Herborn als geistiges Zentrum des Calvinismus. Er belebte das Wetterauische Reichsgrafenkollegium neu, dessen Führer er wurde. Er initiierte ein „Landrettungswerk“ (Miliz), das auf die umliegenden Länder ausgedehnt werden sollte, wie er auch eine politische Union aller evangelischen Stände zu erreichen suchte. Er unterstützte entscheidend seinen Bruder Wilhelm den Schweiger in den Niederlanden, wo er 1577 bis 1580 als Statthalter der Provinz Gelderland tätig war und 1579 die Utrechter Union zustande brachte.

## Ehen und Nachkommen

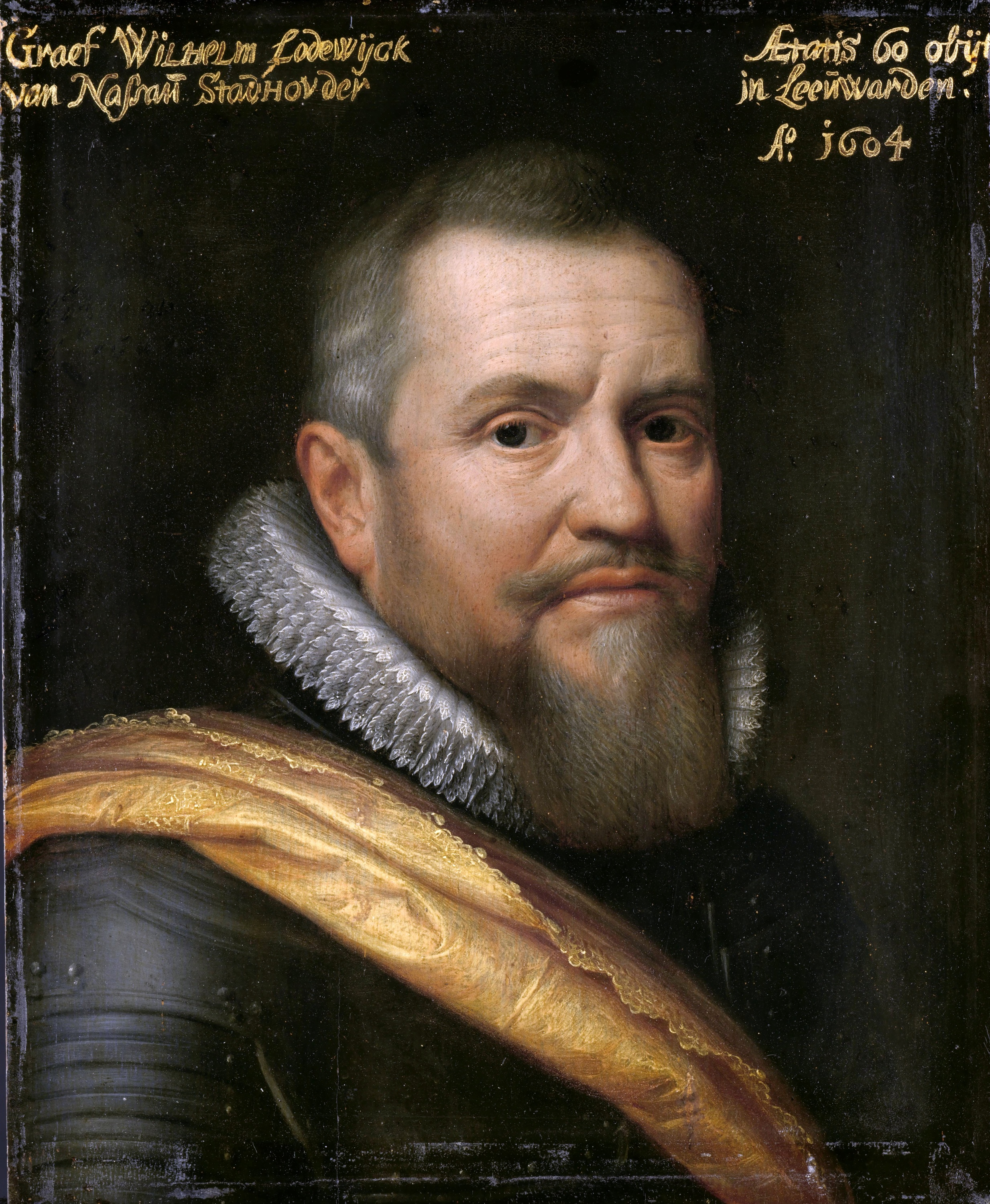
Wilhelm Ludwig von Nassau-Dillenburg

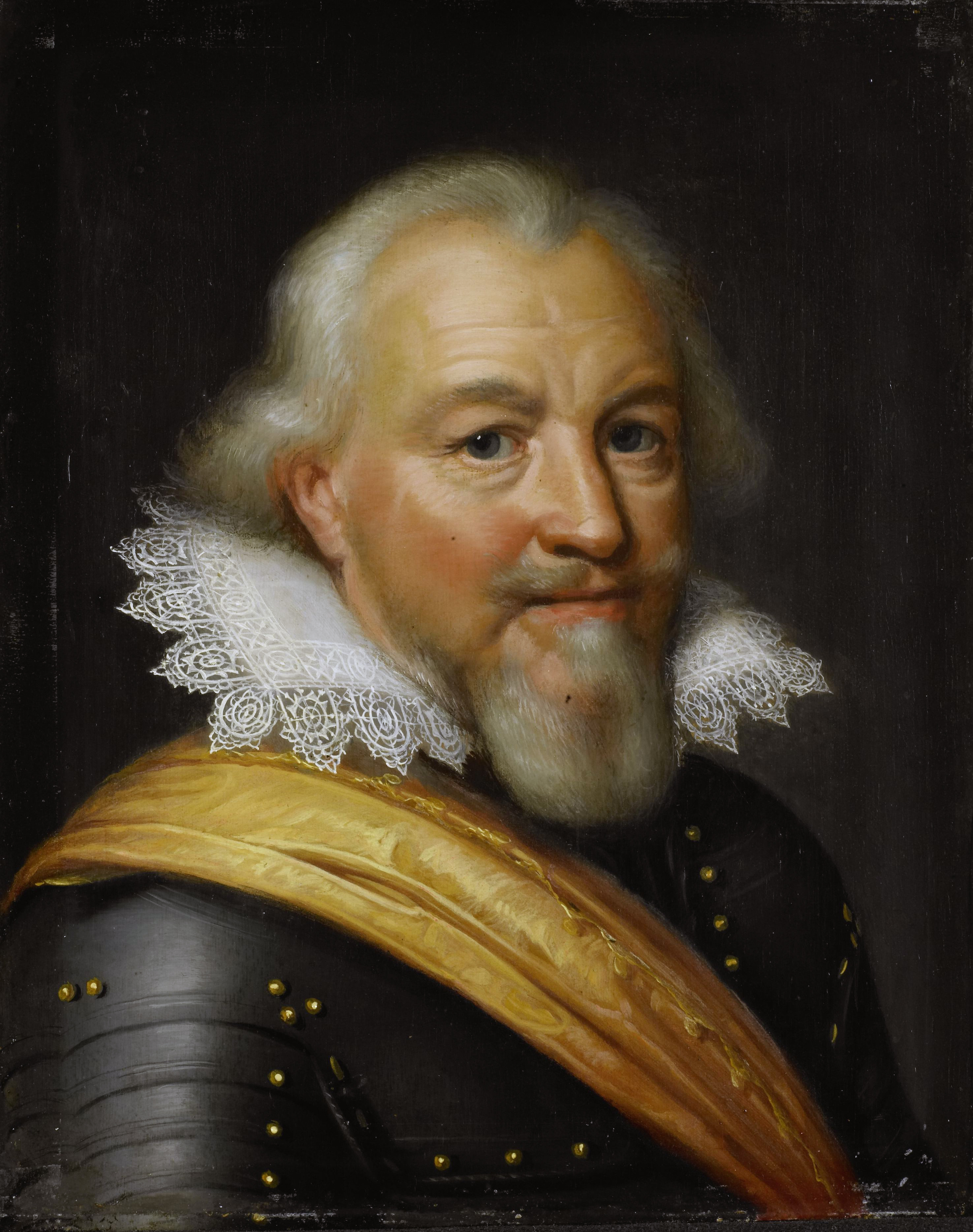
Johann VII. von Nassau-Siegen

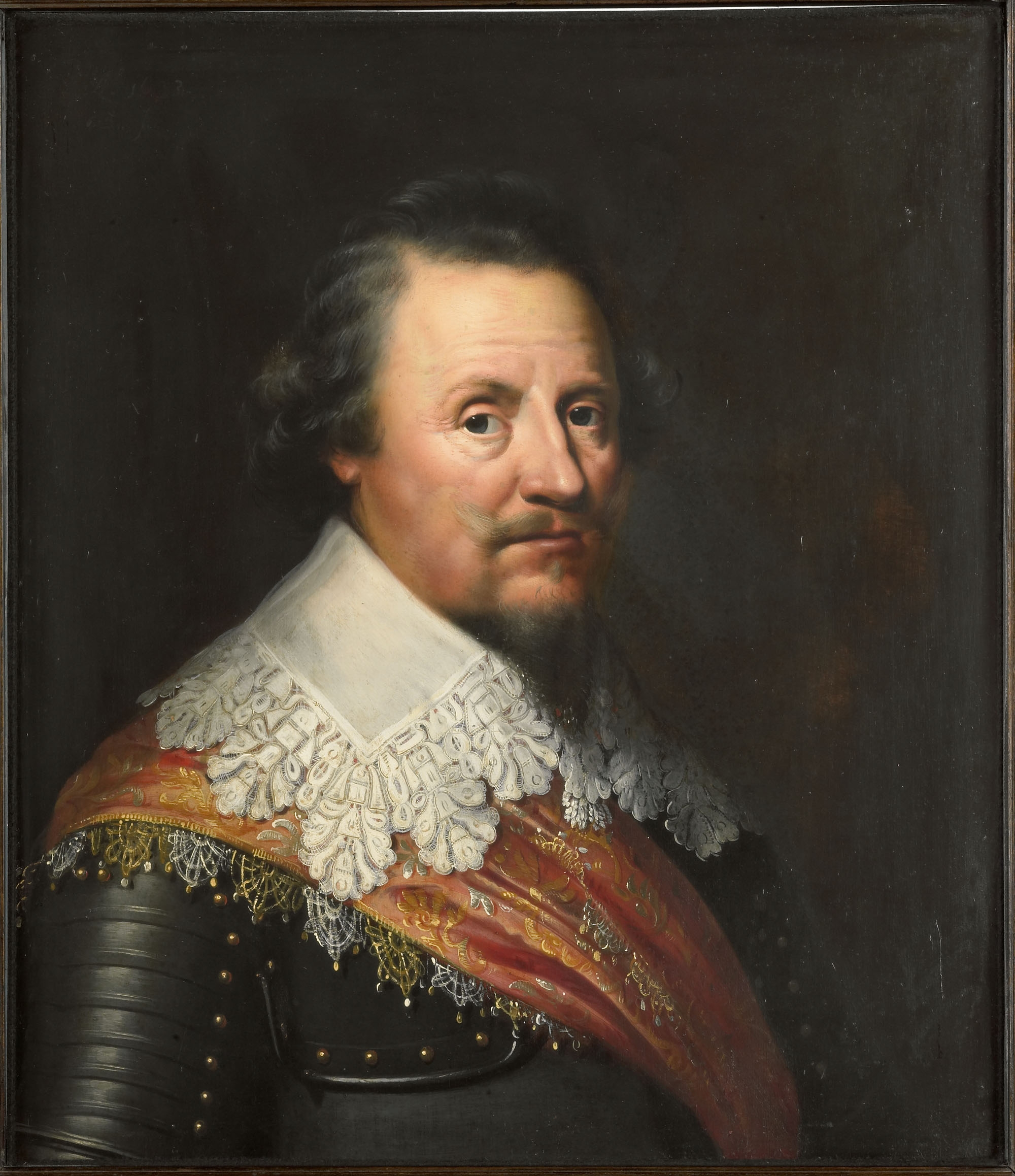
Ernst Casimir von Nassau-Dietz

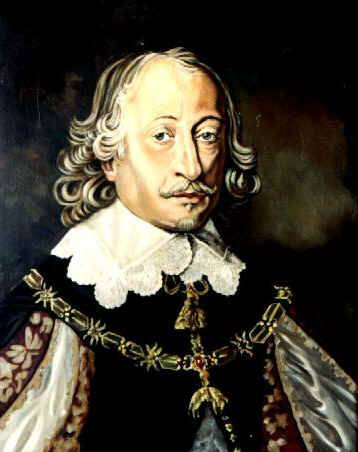
Johann Ludwig von Nassau-Hadamar

Johann VI. heiratete 1559 in Dillenburg in erster Ehe Elisabeth von Leuchtenberg (1537–1579), Tochter des Landgrafen Georg von Leuchtenberg. Elf Kinder wurden in dieser Ehe geboren:
- Wilhelm Ludwig (1560–1620), Statthalter von Friesland (Groningen), Graf von Nassau-Dillenburg
⚭ 1587 Prinzessin Anna von Oranien-Nassau
- Johann (1561–1623), der Mittlere, Graf von Nassau-Siegen
⚭ 1. 1581 Gräfin Magdalene von Waldeck (1558–1599)
⚭ 2. 1603 Prinzessin Margarethe von Schleswig-Holstein-Sonderburg (1583–1658)
- Georg (1562–1623), Graf von Nassau-Beilstein, ab 1620 Graf von Nassau-Dillenburg
⚭ 1. 1584 Gräfin Anna Amalie von Nassau-Saarbrücken (1565–1605)
⚭ 2. 1605 Gräfin Amalie von Sayn-Wittgenstein (1585–1633)
- Elisabeth (1564–1611)
⚭ 1. 1583 Graf Philipp von Nassau-Saarbrücken (1542–1602)
⚭ 2. 1603 Graf Wolfgang Ernst I. von Isenburg-Büdingen (1560–1633)
- Juliana (1565–1630)
⚭ 1. 1588 Wild- und Rheingraf Adolf Heinrich von Salm-Dhaun (1557–1606)
⚭ 2. 1619 Graf Johann Albrecht I. von Solms-Braunfels (1563–1623)
- Philipp (1566–1595, gefallen)
- Maria (1568–1625)
⚭ 1588 Graf Johann Ludwig I. von Nassau-Wiesbaden (1567–1596)
- Anna Sibylla (1569–1576, gestorben an der Pest in Dillenburg)
- Mathilde (1570–1625)
⚭ 1592 Graf Wilhelm V. von Mansfeld-Arnstein (1555–1615)
- Ernst Casimir (1573–1632, gefallen), Statthalter von Friesland und Groningen, Graf von Nassau-Dietz
⚭ 1607 Herzogin Sophie Hedwig von Braunschweig-Wolfenbüttel (1592–1642)
- Ludwig Günther (1575–1604, gefallen vor Sluis)
⚭ 1601 Gräfin Anna Margarethe von Manderscheid-Gerolstein (1575–1606)

Johanns zweite Ehefrau wurde 1580 in Dillenburg Prinzessin Kunigunde Jakobäa von der Pfalz (1556–1586), mit der er zwei Töchter hatte:
- Amalia (1582–1635)
⚭ 1600 Graf Wilhelm I. zu Solms-Greifenstein (1570–1635, gestorben an der Pest in Greifenstein)
- Kunigunde (1583–1584)

Seine dritte Ehe schloss er 1586 in Berleburg mit Gräfin Johannetta von Sayn-Wittgenstein (1561–1622), mit der er folgende sieben Kinder hatte:
- Georg Ludwig (1588–1588)
- Johann Ludwig (1590–1653), Fürst von Nassau-Hadamar
⚭ 1617 Gräfin Ursula zur Lippe (1598–1638)
- Johannetta Elisabeth (1593–1654)
⚭ 1616 Graf Konrad Gumprecht von Bentheim-Limburg (1585–1618 oder 1619)
- Anna (1594–1660)
⚭ 1619 Graf Philipp Ernst von Isenburg-Birstein (1595–1635, gestorben an der Pest in Hanau)
- Magdalena (1595–1633)
⚭ 1624 Graf Georg Albert I. von Erbach (1597–1647)
- Anna Amalia (1599–1667)
⚭ 1648 Graf Wilhelm Otto von Isenburg-Birstein (1597–1667)
- Juliane (1602–1602)